# Двадцать минут любви
«Двадцать минут любви» (англ. Twenty Minutes of Love, альтернативные названия — Cops and Watches / He Loves Her So / Love-Friend) — короткометражный немой фильм, снятый режиссёрами Чарли Чаплином и Джозефом Мэддерном. Дебютный фильм Чарли Чаплина в качестве режиссёра. Премьера состоялась 20 апреля 1914 года.

## Сюжет
Действие происходит в парке, где на скамеечках целуются влюблённые. Некий воришка постоянно мешает парочкам наслаждаться обществом друг друга. Затем, решив приударить за девушкой, он похищает часы у её парня, который, в свою очередь, украл их у спящего джентльмена. Начинается беготня с участием воров, полисменов и хозяина часов.

## В ролях
- Чарли Чаплин — воришка
- Эдгар Кеннеди — парень в парке
- Минта Дёрфи — его возлюбленная
- Честер Конклин — другой вор
- Гордон Гриффит — мальчик
- Джозеф Суикерд — хозяин часов